# Mariella Santucci
Mariella Santucci (Bologna, 18 giugno 1997) è una cestista italiana.

## Statistiche

### Cronologia presenze e punti in nazionale
| Cronologia completa delle presenze e dei punti in Nazionale - Italia | Cronologia completa delle presenze e dei punti in Nazionale - Italia | Cronologia completa delle presenze e dei punti in Nazionale - Italia | Cronologia completa delle presenze e dei punti in Nazionale - Italia | Cronologia completa delle presenze e dei punti in Nazionale - Italia | Cronologia completa delle presenze e dei punti in Nazionale - Italia | Cronologia completa delle presenze e dei punti in Nazionale - Italia | Cronologia completa delle presenze e dei punti in Nazionale - Italia |
| Data                                                                 | Città                                                                | In casa                                                              | Risultato                                                            | Ospiti                                                               | Competizione                                                         | Punti                                                                | Note                                                                 |
| -------------------------------------------------------------------- | -------------------------------------------------------------------- | -------------------------------------------------------------------- | -------------------------------------------------------------------- | -------------------------------------------------------------------- | -------------------------------------------------------------------- | -------------------------------------------------------------------- | -------------------------------------------------------------------- |
| 2-6-2021                                                             | Mulhouse                                                             | Francia                                                              | 70 - 57                                                              | Italia                                                               | Amichevole                                                           | 7                                                                    | [ 1 ]                                                                |
| 14-11-2021                                                           | Faenza                                                               | Italia                                                               | 82 - 48                                                              | Lussemburgo                                                          | Qual. Euro 2023 - Girone H                                           | 6                                                                    | [ 2 ]                                                                |
| 1-6-2022                                                             | Melilla                                                              | Spagna                                                               | 60 - 49                                                              | Italia                                                               | Amichevole                                                           | 7                                                                    | [ 3 ]                                                                |
| 2-6-2022                                                             | Melilla                                                              | Belgio                                                               | 60 - 77                                                              | Italia                                                               | Amichevole                                                           | 2                                                                    | [ 4 ]                                                                |
| 24-5-2023                                                            | Vigo                                                                 | Cina                                                                 | 63 - 62                                                              | Italia                                                               | Torneo amichevole                                                    | 5                                                                    | [ 5 ]                                                                |
| 25-5-2023                                                            | Vigo                                                                 | Italia                                                               | 44 - 55                                                              | Spagna                                                               | Torneo amichevole                                                    | 3                                                                    | [ 6 ]                                                                |
| 3-6-2023                                                             | Atene                                                                | Croazia                                                              | 57 - 82                                                              | Italia                                                               | Torneo amichevole                                                    | 2                                                                    | [ 7 ]                                                                |
| 4-6-2023                                                             | Atene                                                                | Italia                                                               | 93 - 40                                                              | Grecia                                                               | Torneo amichevole                                                    | 4                                                                    | [ 8 ]                                                                |
| 11-6-2023                                                            | Pordenone                                                            | Italia                                                               | 65 - 70                                                              | Germania                                                             | Amichevole                                                           | 9                                                                    | [ 9 ]                                                                |
| 15-6-2023                                                            | Tel Aviv                                                             | Italia                                                               | 58 - 61                                                              | Rep. Ceca                                                            | EuroBasket 2023 - Primo turno, Gruppo B                              | 0                                                                    | [ 10 ]                                                               |
| 16-6-2023                                                            | Tel Aviv                                                             | Israele                                                              | 68 - 88                                                              | Italia                                                               | EuroBasket 2023 - Primo turno, Gruppo B                              | 9                                                                    | [ 11 ]                                                               |
| 18-6-2023                                                            | Tel Aviv                                                             | Belgio                                                               | 72 - 64                                                              | Italia                                                               | EuroBasket 2023 - Primo turno, Gruppo B                              | 2                                                                    | [ 12 ]                                                               |
| 19-6-2023                                                            | Tel Aviv                                                             | Montenegro                                                           | 63 - 49                                                              | Italia                                                               | EuroBasket 2023 - Ottavi di finale                                   | 8                                                                    | [ 13 ]                                                               |
| 31-5-2025                                                            | Inca                                                                 | Grecia                                                               | 52 - 65                                                              | Italia                                                               | Torneo amichevole                                                    | 6                                                                    | [ 14 ]                                                               |
| 1-6-2025                                                             | Inca                                                                 | Spagna                                                               | 57 - 42                                                              | Italia                                                               | Torneo amichevole                                                    | 3                                                                    | [ 15 ]                                                               |
| 10-6-2025                                                            | Brno                                                                 | Rep. Ceca                                                            | 48 - 74                                                              | Italia                                                               | Amichevole                                                           | 7                                                                    | [ 16 ]                                                               |
| 11-6-2025                                                            | Brno                                                                 | Rep. Ceca                                                            | 67 - 68                                                              | Italia                                                               | Amichevole                                                           | 16                                                                   | [ 17 ]                                                               |
| 13-6-2025                                                            | Castenaso                                                            | Italia                                                               | 79 - 41                                                              | Montenegro                                                           | Amichevole                                                           | 5                                                                    | [ 18 ]                                                               |
| 18-6-2025                                                            | Bologna                                                              | Serbia                                                               | 61 - 70                                                              | Italia                                                               | EuroBasket 2025 - Girone B                                           | 5                                                                    | [ 19 ]                                                               |
| 19-6-2025                                                            | Bologna                                                              | Italia                                                               | 77 - 66                                                              | Slovenia                                                             | EuroBasket 2025 - Girone B                                           | 0                                                                    | [ 20 ]                                                               |
| 21-6-2025                                                            | Bologna                                                              | Italia                                                               | 65 - 51                                                              | Lettonia                                                             | EuroBasket 2025 - Girone B                                           | 5                                                                    | [ 21 ]                                                               |
| 24-6-2025                                                            | Atene                                                                | Italia                                                               | 76 - 74 dts                                                          | Turchia                                                              | EuroBasket 2025 - Quarti di finale                                   | 2                                                                    | [ 22 ]                                                               |
| 27-6-2025                                                            | Atene                                                                | Italia                                                               | 64 - 66                                                              | Belgio                                                               | EuroBasket 2025 - Semifinale                                         | 6                                                                    | [ 23 ]                                                               |
| 29-6-2025                                                            | Atene                                                                | Francia                                                              | 54 - 69                                                              | Italia                                                               | EuroBasket 2025 - Finale 3º posto                                    | 0                                                                    | 3º posto                                                             |
| Totale                                                               |                                                                      | Presenze                                                             | 24                                                                   |                                                                      | Punti                                                                | 119                                                                  |                                                                      |

## Palmarès
Campionato italiano: 1
Reyer Venezia: 2023-2024
 Supercoppa italiana: 1
Reyer Venezia: 2024